# Face d'espion CIA
Pour plus de détails, voir Fiche technique et Distribution.
Face d'espion CIA (Faccia di spia) est un documentaire mondo italien réalisé par Giuseppe Ferrara et sorti en 1975.

## Synopsis
Le film reconstitue de nombreux événements politiques des années 1960 et 1970, notamment l'enlèvement et l'assassinat du dirigeant politique marocain Mehdi Ben Barka, la capture et l'assassinat de Che Guevara en 1967, le débarquement à la baie des Cochons en 1961, l'attentat de la piazza Fontana et la mort en 1969 de l'anarchiste Giuseppe Pinelli tombant d'une fenêtre du poste de police de Milan, le coup d'État de 1973 au Chili, les dictatures sud-américaines et l'assassinat de John F. Kennedy en 1963. Le tout avec une attention particulière au rôle joué par la CIA dans ces événements et à l'ingérence des États-Unis dans les politiques d'autres pays.

## Fiche technique
- Titre italien : Faccia di spia[1]
- Titre français : Face d'espion CIA (titre DVD)
- Réalisateur : Giuseppe Ferrara
- Scénario : Giuseppe Ferrara
- Photographie : Mario Masini (it)
- Montage : Rita Algeri, Margerie Friesner
- Musique : Mános Hadjidákis
- Effets spéciaux : Rino Carboni
- Décors et costumes : Gianfrancesco Ramacci
- Maquillage : Otello Fava (it)
- Production : Gigi Martello
- Société de production : Cooperativa 2000
- Pays de production :  Italie
- Langue originale : italien
- Format : Couleur par Eastmancolor - 1,85:1 - Son mono - 35 mm
- Durée : 105 minutes
- Genre : Documentaire mondo
- Dates de sortie :
  - Italie : 21 août 1975

## Distribution
- Adalberto Maria Merli : capitaine Felix Ramos
- Mariangela Melato : Tania
- Francisco Rabal : Mehdi Ben Barka
- Riccardo Cucciolla : Giuseppe Pinelli
- Pietro Valpreda : lui-même (absent dans certaines versions du film)
- Claudio Volonté : Che Guevara
- Giorgio Ardisson : Patrick
- Ugo Bologna : Salvador Allende
- Dominique Boschero : Licia Pinelli
- Lou Castel : le tortionnaire
- Gérard Landry : M. Rutherford

## Accueil critique
« Avec ce mondo-brûlot moyennement imbibé d'alcool, Giuseppe Ferrara s'attaque aux agissements souterrains de la [...] C.I.A., et comme souvent avec ce genre, le manichéisme n'est jamais loin. Ici, ce sont les gentils et fiers cocos vs les porcs d'impérialistes bouffeurs de chewing gums.[...] Pendant près d'une heure suit-on [...] le cours d'histoire prodigué par un Prof Ferrara [...] avant qu'un virage brusque s'effectue vers l'horreur la plus absolue. A travers une demi-douzaine de scénettes croquignolesques, le film expose alors à son audience un catalogue des pires tortures inimaginables et à son réalisateur de repousser très loin les limites de l'insoutenable. [...] Précisons toutefois que toutes ces tortures sont "pour de faux" et qu'à la différence des autres représentants du "Mondo Movie", celui-ci ne comporte que très peu d'images d'archive. »

— Critique du site Psychovision